# Magdalena Forsberg
Magdalena Forsberg (Nachname [fɔʂbærj], * 25. Juli 1967 in Ullånger, Gemeinde Kramfors, als Magdalena Wallin) ist eine ehemalige schwedische Biathletin und Skilangläuferin. Mit 42 Weltcupsiegen und sechs Gesamtweltcupsiegen ist sie die erfolgreichste Biathletin der Weltcupgeschichte. Von 1997 bis 2002 war sie die dominierende Athletin des Biathlon-Weltcups.

## Privatleben
Magdalena Forsberg ist seit 1996 mit dem schwedischen Biathleten Henrik Forsberg verheiratet und hat mit ihm zwei Kinder. Sie wohnen in Bergeforsen.

## Biathlonkarriere
Magdalena Forsberg war zunächst Mitglied der schwedischen Nationalmannschaft der Skilangläufer und holte bei den Juniorenweltmeisterschaften 1985 in Täsch Silber mit der Staffel, bei den Juniorenweltmeisterschaften 1986 in Lake Placid Bronze mit der Staffel und bei den Juniorenweltmeisterschaften 1987 in Asiago Bronze über 15 km. Ihr bestes Ergebnis im Weltcup erreichte sie mit einem zweiten Platz bei einem 10 km Rennen im Jahr 1988 in Rovaniemi, kam aber nachher nur mehr vier Mal unter die Top Ten. Deshalb beschloss sie im Jahre 1993 zu den Biathleten zu wechseln. Schon bald gehörte sie zur Weltspitze im Biathlon, da sie nicht nur eine gute Langläuferin, sondern auch eine präzise Schützin war.
Nachdem Forsberg bei den Weltmeisterschaften 1996 mit der Bronzemedaille im Sprint ihre erste Medaille gewinnen konnte, wurde sie bereits ein Jahr später 1997 zweifache Weltmeisterin. In Osrblie gewann sie den Einzelwettbewerb und wurde mit dem Sieg im Verfolgungswettbewerb zur ersten Weltmeisterin in dieser Disziplin, im Sprintwettbewerb konnte sie sich zudem eine Bronzemedaille sichern. Bis 2001 konnte sie vier weitere Titel gewinnen.
Im Weltcup war sie noch erfolgreicher: Sechsmal hintereinander konnte sie den Gesamtweltcup im Biathlon gewinnen, insgesamt gewann sie 42 Weltcuprennen. Dafür wurde sie mit dem Titel Biathletin des 20. Jahrhunderts ausgezeichnet.
Zur eindrucksvollsten Saison der Schwedin, in der ihre Dominanz besonders stark war, zählt die Saison 2000/2001. Forsberg gewann mit Sprint und Verfolgung in Antholz; Sprint, Verfolgung und Massenstart in Oberhof; Sprint und Verfolgung in Ruhpolding sowie dem Sprint in Antholz acht Saisonrennen in Folge, was bis heute im Biathlonsport unerreicht ist. Insgesamt gewann sie in dieser Saison 14 Rennen und hält damit bis heute den Rekord an Saisonsiegen im Biathlon. In dieser Saison erreichte sie 19 von 25 möglichen Podestplätzen, 22 Mal war sie unter den Top Ten. Mit 1021 Punkten im Gesamtweltcup in der Saison 2000/01 hielt die Schwedin den Punkterekord im Biathlon bis zur Saison 2011/12 in der Magdalena Neuner den Rekord von Forsberg mit 1216 Punkten übertraf – allerdings nach neuem Punktesystem, bei dem die Siegerin 60 Punkte erreichen konnte. Neben dem Gesamtweltcup gewann die Schwedin außerdem alle Disziplinenweltcups.
Ähnlich dominant verlief auch die nachfolgende Saison, in der Forsberg zum sechsten Mal in Folge den Gesamtweltcup und zum zweiten Mal nach 2000/2001 alle Disziplinenweltcups gewinnen konnte. Im Verfolgungsrennen von Hochfilzen im Dezember 2001 gelang es ihr, einen Vorsprung von 3:13 Minuten auf die Zweitplatzierte Alena Subrylawa herauszulaufen. Sie blieb als einzige Athletin ohne Schießfehler. Dass jedoch auch erfahrene Athleten wie Magdalena Forsberg nicht vor Missgeschicken gefeit sind, zeigte sich beim Sprintrennen Ende Dezember in Osrblie: In aussichtsreicher Position liegend schoss sie beim Stehendschießen auf die falschen Scheiben. Sie bemerkte ihren Fehler jedoch nicht, sodass sie das Rennen normal zu Ende lief und mit der besten Laufzeit eigentlich auf Rang 2 gelandet wäre. Da sie jedoch offiziell fünf Schießfehler hatte und so eigentlich fünf Strafrunden hätte laufen müssen, wurde sie pro nicht gelaufener Strafrunde mit einer Zeitstrafe von zwei Minuten bestraft, sodass sie mit einer Gesamtstrafzeit von zehn Minuten als Vorletzte des Rennens auf Platz 95 landete. In dieser Saison gewann sie die ersten fünf Weltcuprennen in Folge und sieben der ersten neun Weltcuprennen.
Der ganz große Erfolg bei Olympischen Spielen blieb ihr jedoch versagt. Zum Abschluss ihrer Karriere gewann sie in Salt Lake City 2002 zwei Bronzemedaillen. Magdalena Forsberg verdankt ihre Erfolge auch ihrem Trainer, dem Deutschen Wolfgang Pichler. Sie arbeitete halbtags als Steuerberaterin, da in Schweden eine Sportförderung für Biathleten nicht existiert.
Bis zur Saison 2006/2007 arbeitete Magdalena Forsberg als Biathlonexpertin bei der ARD, danach ist sie als Wintersportexpertin beim schwedischen Fernsehsender Sveriges Television zu sehen. 2019 trat sie in der deutschen Gameshow Hätten Sie’s gewusst? als Expertin zum Thema „Schwedisches Königshaus“ auf.

### Bilanz
Mit sechs Gesamtweltcupsiegen in Folge in den Jahren 1997 bis 2002 ist Magdalena Forsberg die alleinige Spitzenreiterin bei den Gesamtweltcupsiegen im Biathlon bei den Damen. In den Jahren 1997 bis 2002 gewann sie den Verfolgungsweltcup sechs Mal sowie in den Jahren 1998 bis 2002 den Sprintweltcup fünf Mal in Folge. Insgesamt hat sie 17 Disziplinenweltcupwertungen gewonnen, zusammen mit den Gesamtweltcupsiegen also 23 Weltcupwertungen. Bei den Damen ist dies bisher keiner anderen Athletin gelungen. Zudem schaffte sie als erste Biathletin den Gesamt-, Sprint-, Verfolgungs-, Einzel- und Massenstartweltcup, also alle Weltcupwertungen in einer Saison (2000/01), zu gewinnen. In der darauffolgenden Saison konnte sie dies sogar wiederholen. Mehr Weltcupkugeln als die Schwedin hat bis heute keine Biathletin gewonnen.
Insgesamt errang Magdalena Forsberg 42 Weltcupsiege, womit sie die erfolgreichste Biathletin ist. Erfolgreicher sind nur die Biathleten Ole Einar Bjørndalen, Martin Fourcade, Johannes Thingnes Bø und Raphaël Poirée. Sie erreichte 124 Top-Ten-Platzierungen, davon waren 85 Podestplätze.
Magdalena Forsberg gewann insgesamt sechs WM-Goldmedaillen in Einzelwettbewerben.

## Erfolge

### Weltcup

#### Weltcupsiege
| Nr. | Datum         | Ort             | Disziplin      |
| --- | ------------- | --------------- | -------------- |
| 1.  | 28. Jan. 1995 | Ruhpolding      | Sprint         |
| 2.  | 14. Dez. 1995 | Oslo            | Einzel         |
| 3.  | 4. Jan. 1997  | Oberhof         | Sprint         |
| 4.  | 5. Jan. 1997  | Oberhof         | Verfolgung     |
| 5.  | 2. Feb. 1997  | Osrblie (WM)    | Verfolgung     |
| 6.  | 7. Feb. 1997  | Osrblie (WM)    | Einzel         |
| 7.  | 13. Dez. 1997 | Östersund       | Sprint         |
| 8.  | 20. Dez. 1997 | Kontiolahti     | Verfolgung     |
| 9.  | 8. Jan. 1998  | Ruhpolding      | Sprint         |
| 10. | 3. März 1998  | Pokljuka        | Einzel         |
| 11. | 7. März 1998  | Pokljuka        | Sprint         |
| 12. | 8. März 1998  | Pokljuka (WM)   | Verfolgung     |
| 13. | 11. Dez. 1998 | Hochfilzen      | Sprint         |
| 14. | 12. Dez. 1998 | Hochfilzen      | Verfolgung     |
| 15. | 25. Feb. 1999 | Lake Placid     | Sprint         |
| 16. | 6. März 1999  | Valcartier      | Verfolgung     |
| 17. | 9. Dez. 1999  | Pokljuka        | Sprint         |
| 18. | 20. Feb. 2000 | Oslo (WM)       | Verfolgung     |
| 19. | 18. März 2000 | Chanty-Mansijsk | Verfolgung     |
| 20. | 8. Dez. 2000  | Antholz         | Verfolgung     |
| 21. | 16. Dez. 2000 | Antholz         | Sprint         |
| 22. | 17. Dez. 2000 | Antholz         | Verfolgung     |
| 23. | 5. Jan. 2001  | Oberhof         | Sprint         |
| 24. | 6. Jan. 2001  | Oberhof         | Verfolgung     |
| 25. | 7. Jan. 2001  | Oberhof         | Massenstart    |
| 26. | 13. Jan. 2001 | Ruhpolding      | Sprint         |
| 27. | 14. Jan. 2001 | Ruhpolding      | Verfolgung     |
| 28. | 18. Jan. 2001 | Antholz         | Sprint (1)     |
| 29. | 6. Feb. 2001  | Pokljuka (WM)   | Einzel         |
| 30. | 9. Feb. 2001  | Pokljuka (WM)   | Massenstart    |
| 31. | 28. Feb. 2001 | Salt Lake City  | Einzel         |
| 32. | 3. März 2001  | Salt Lake City  | Verfolgung     |
| 33. | 17. März 2001 | Oslo            | Verfolgung (2) |
| 34. | 6. Dez. 2001  | Hochfilzen      | Sprint         |
| 35. | 9. Dez. 2001  | Hochfilzen      | Verfolgung     |
| 36. | 12. Dez. 2001 | Pokljuka        | Einzel         |
| 37. | 16. Dez. 2001 | Pokljuka        | Verfolgung     |
| 38. | 20. Dez. 2001 | Osrblie         | Einzel         |
| 39. | 22. Dez. 2001 | Osrblie         | Massenstart    |
| 40. | 11. Jan. 2002 | Oberhof         | Verfolgung     |
| 41. | 10. März 2002 | Östersund       | Verfolgung     |
| 42. | 23. März 2002 | Oslo            | Verfolgung     |

1 Rekord im Biathlon: Im Sprint von Antholz errang Forsberg den 8. Weltcupsieg in Folge
2 Rekord im Biathlon: In der Verfolgung von Oslo erreichte Forsberg den 14. Saisonsieg

#### Weltcupwertungen
| Saison  | Einzel | Einzel | Sprint | Sprint | Verfolgung | Verfolgung | Massenstart | Massenstart | Gesamt | Gesamt |
| Saison  | Platz  | Punkte | Platz  | Punkte | Platz      | Punkte     | Platz       | Punkte      | Platz  | Punkte |
| ------- | ------ | ------ | ------ | ------ | ---------- | ---------- | ----------- | ----------- | ------ | ------ |
| 1994/95 | 7.     | 86     | 9.     | 92     |            |            |             |             | 5.     | 178    |
| 1995/96 | 4.     | 94     | 6.     | 84     |            |            |             |             | 5.     | 178    |
| 1996/97 | 2.     | 97     | 3.     | 141    | 3.         | 84         |             |             | 1.     | 319    |
| 1997/98 | 1.     | 99     | 1.     | 202    | 1.         | 86         |             |             | 1.     | 387    |
| 1998/99 | 2.     | 60     | 1.     | 203    | 1.         | 180        | 3.          | 45          | 1.     | 478    |
| 1999/00 | 1.     | 74     | 1.     | 147    | 1.         | 210        | 3.          | 68          | 1.     | 510    |
| 2000/01 | 1.     | 143    | 1.     | 368    | 1.         | 300        | 1.          | 146         | 1.     | 1021   |
| 2001/02 | 1.     | 143    | 1.     | 302    | 1.         | 376        | 1.          | 123         | 1.     | 944    |

#### Weltcup-Platzierungen
Die Tabelle zeigt alle Platzierungen (je nach Austragungsjahr einschließlich Olympische Spiele und Weltmeisterschaften).
- 1.–3. Platz: Anzahl der Podiumsplatzierungen
- Top 10: Anzahl der Platzierungen unter den ersten zehn (einschließlich Podium)
- Punkteränge: Anzahl der Platzierungen innerhalb der Punkteränge (einschließlich Podium und Top 10)
- Starts: Anzahl gelaufener Rennen in der jeweiligen Disziplin

| Platzierung | Einzel | Sprint | Verfolgung | Massenstart | Team | Staffel | Gesamt |
| ----------- | ------ | ------ | ---------- | ----------- | ---- | ------- | ------ |
| 1. Platz    | 7      | 13     | 19         | 3           |      |         | 42     |
| 2. Platz    | 3      | 5      | 8          | 2           |      |         | 18     |
| 3. Platz    | 8      | 9      | 7          | 3           |      |         | 27     |
| Top 10      | 27     | 47     | 34         | 15          | 2    | 4       | 129    |
| Punkteränge | 34     | 64     | 38         | 16          | 4    | 10      | 166    |
| Starts      | 35     | 66     | 38         | 16          | 4    | 10      | 169    |

### Olympische Winterspiele
|                                             | Sprint | Verfolgung | Einzel | Staffel |
| ------------------------------------------- | ------ | ---------- | ------ | ------- |
| Olympische Winterspiele 1998 Nagano         | 17.    |            | 14.    | 10.     |
| Olympische Winterspiele 2002 Salt Lake City | 3.     | 3.         | 6.     | –       |

### Weltmeisterschaften
|                                                | Einzelwettbewerbe | Einzelwettbewerbe | Einzelwettbewerbe | Einzelwettbewerbe | Staffelwettbewerbe | Staffelwettbewerbe |
| Sprint                                         | Verfolgung        | Einzel            | Massenstart       | Staffel           | Mannschaft         |                    |
| ---------------------------------------------- | ----------------- | ----------------- | ----------------- | ----------------- | ------------------ | ------------------ |
| Weltmeisterschaften 1995 Antholz               | 19.               |                   | 7.                |                   | 14.                | 8.                 |
| Weltmeisterschaften 1996 Ruhpolding            | 3.                |                   | 15.               |                   | 10.                | 9.                 |
| Weltmeisterschaften 1997 Osrblie               | 3.                | 1.                | 1.                |                   | 16.                | 11.                |
| Weltmeisterschaften 1998 Pokljuka / Hochfilzen |                   | 1.                |                   |                   |                    | 7.                 |
| Weltmeisterschaften 1999 Kontiolahti / Oslo    | 2.                | 5.                | 6.                | 3.                | –                  |                    |
| Weltmeisterschaften 2000 Oslo / Lahti          | 4.                | 1.                | 3.                | 4.                | 13.                |                    |
| Weltmeisterschaften 2001 Pokljuka              | 6.                | 3.                | 1.                | 1.                | –                  |                    |

## Auszeichnungen
- 1997 Radiosportens Jerringpris
- 1998 Radiosportens Jerringpris
- 1998 Victoria Award (Sport-Award in Schweden)
- 2000 Radiosportens Jerringpris
- 2001 Radiosportens Jerringpris